# Wang Dong
Wang Dong (王棟T, 王栋S, Wáng DòngP; Qingdao, 10 settembre 1981) è un ex calciatore cinese, di ruolo centrocampista.